# 生花祭壇
生花祭壇（せいかさいだん）とは、葬儀式において生花のみを使用し作成する祭壇のことである。
仏式の葬儀において使用される白木祭壇の上を生花で装飾したのが始まりとされる。現在では葬儀そのものが宗教宗派を問わないものや、葬儀を執り行うスペースの問題等、様々な理由から葬儀自体のスタイルが多種多様になりつつあるため、都市部を中心に白木祭壇を使用せず生花祭壇のみで葬儀を執り行うことが増えている。